# Sankt Jakob im Rosental

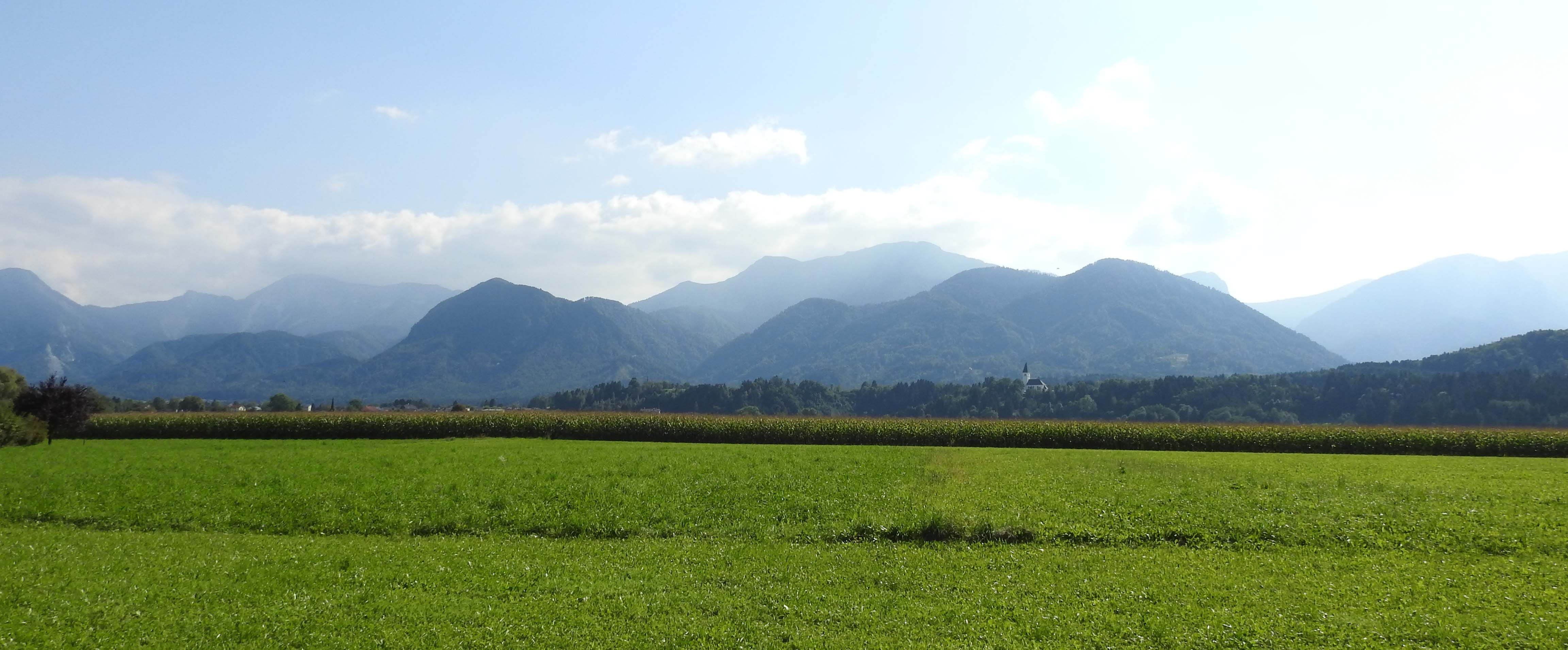
St. Jakob im Rosental von Nordwesten

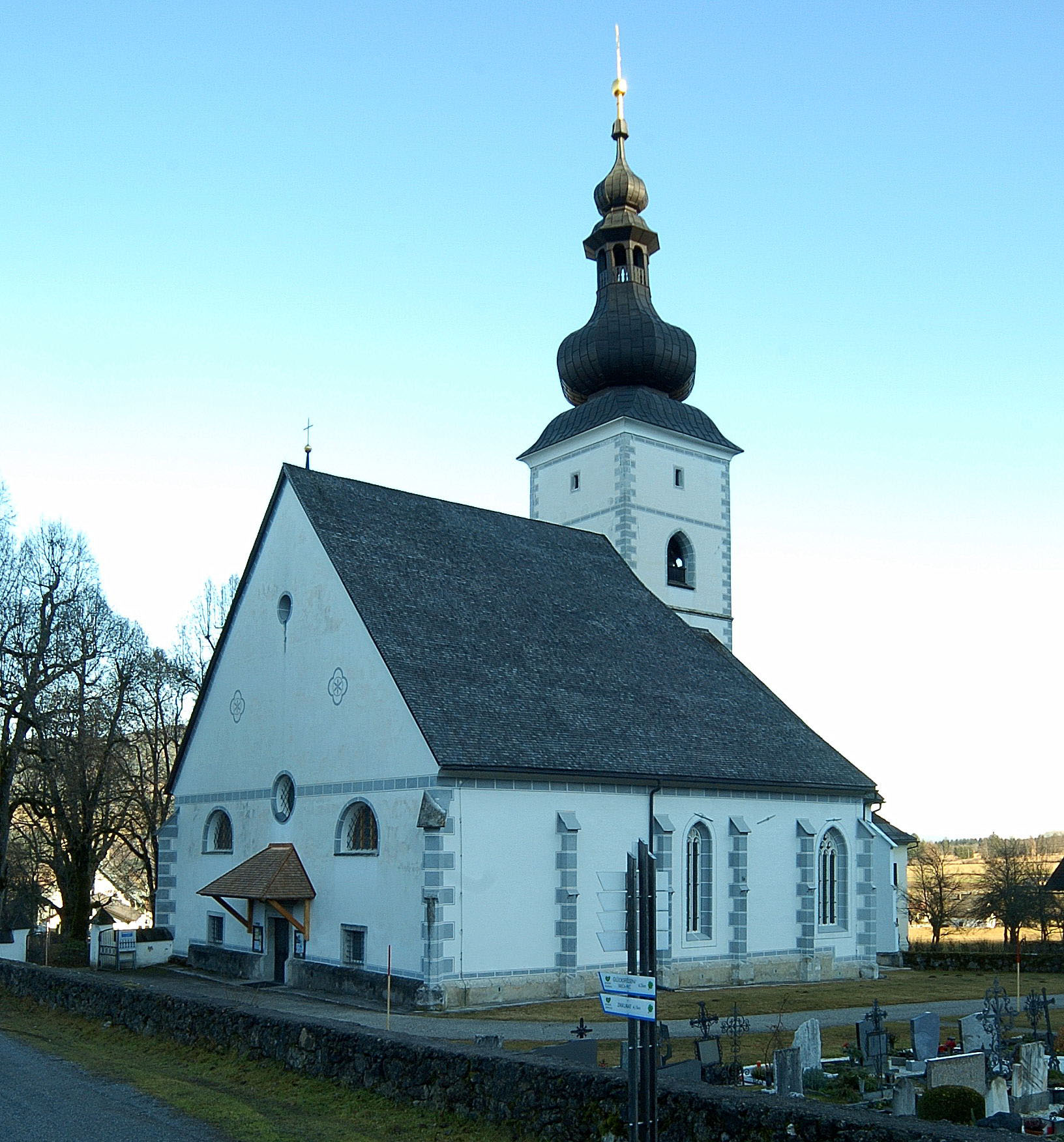
Pfarr- und Wallfahrtskirche in Maria Elend

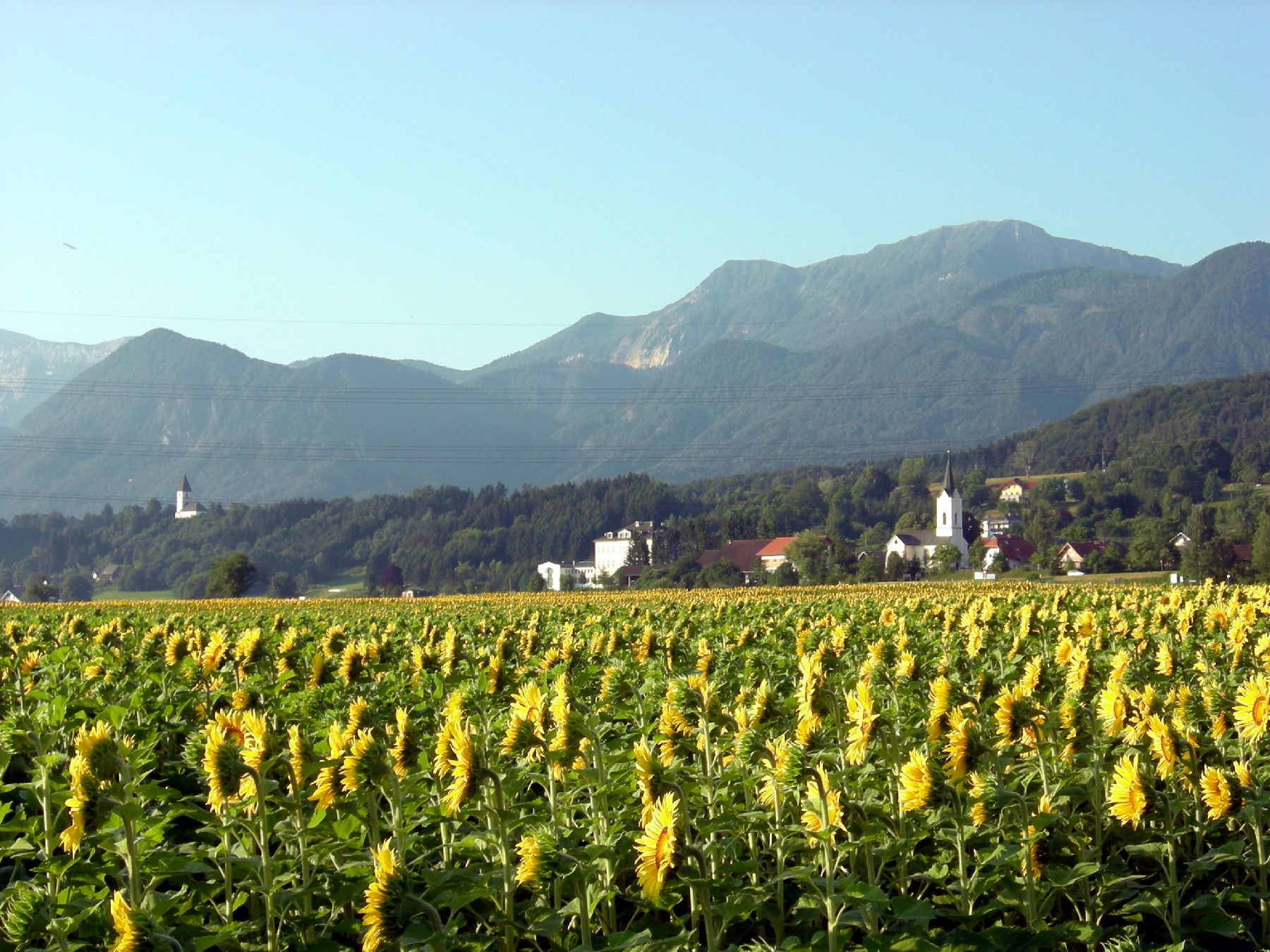
Ortsteil St. Peter mit Karawanken

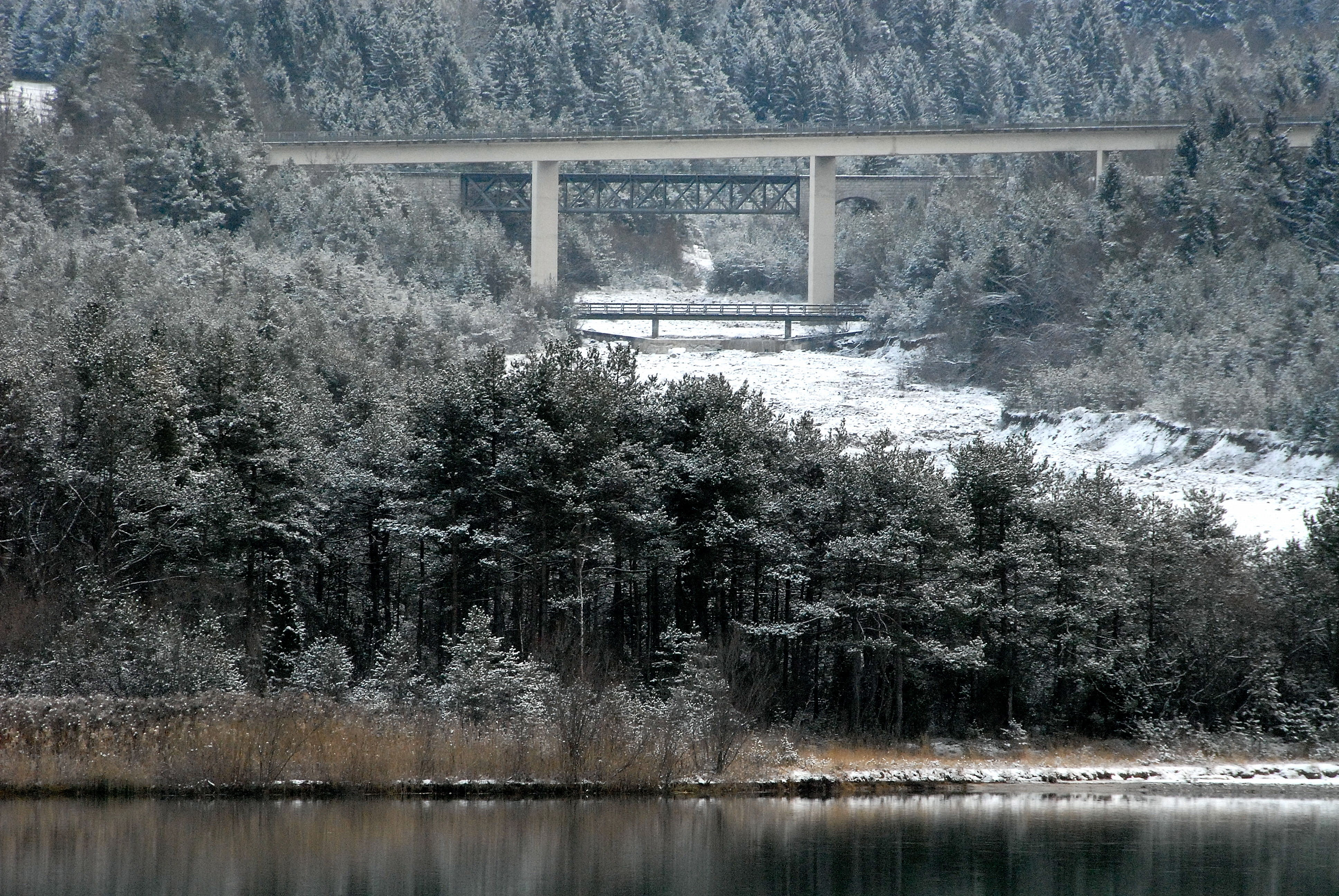
Großer Suchergraben mit den drei Brücken

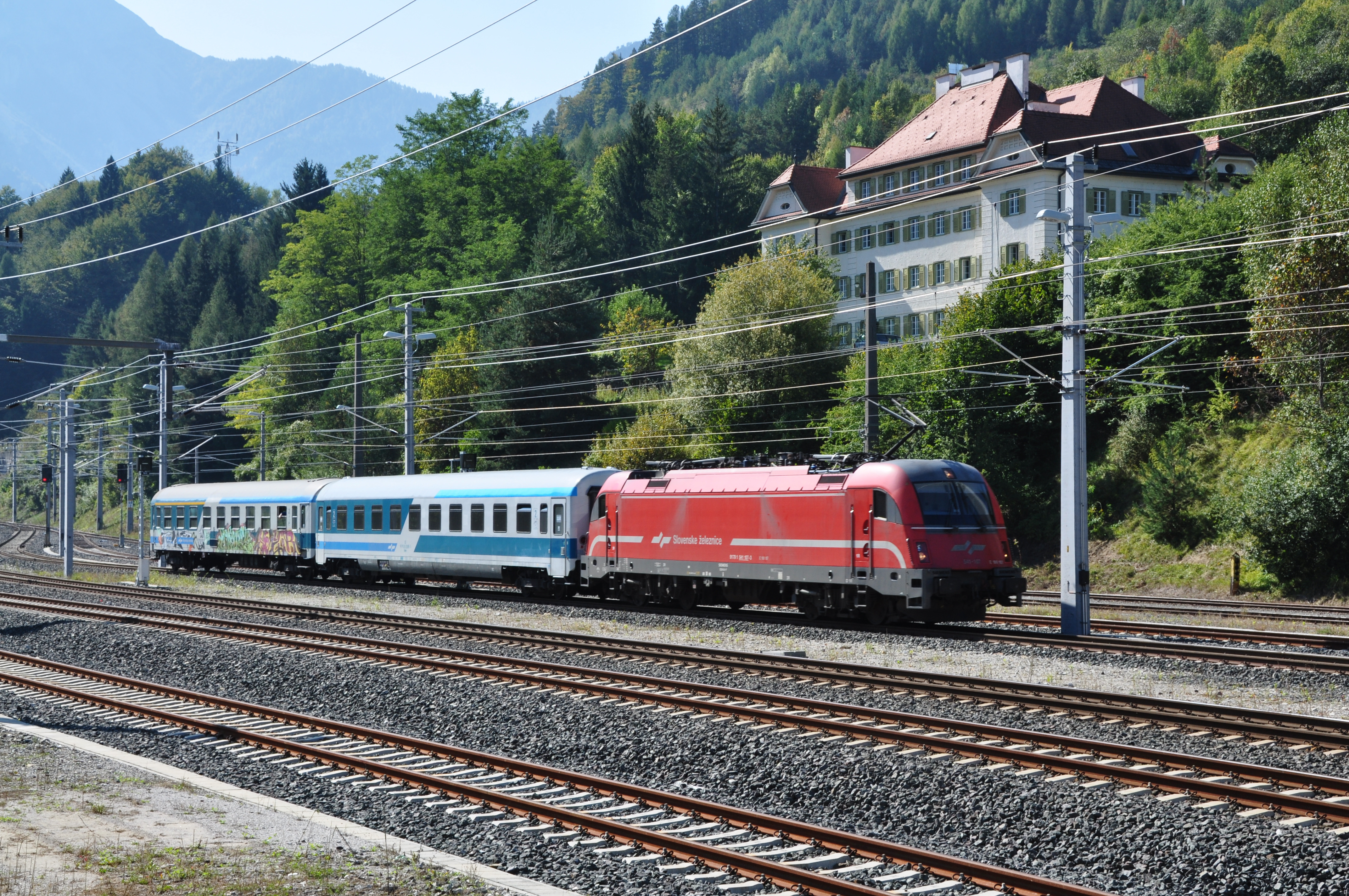
Bahnanlage in Rosenbach

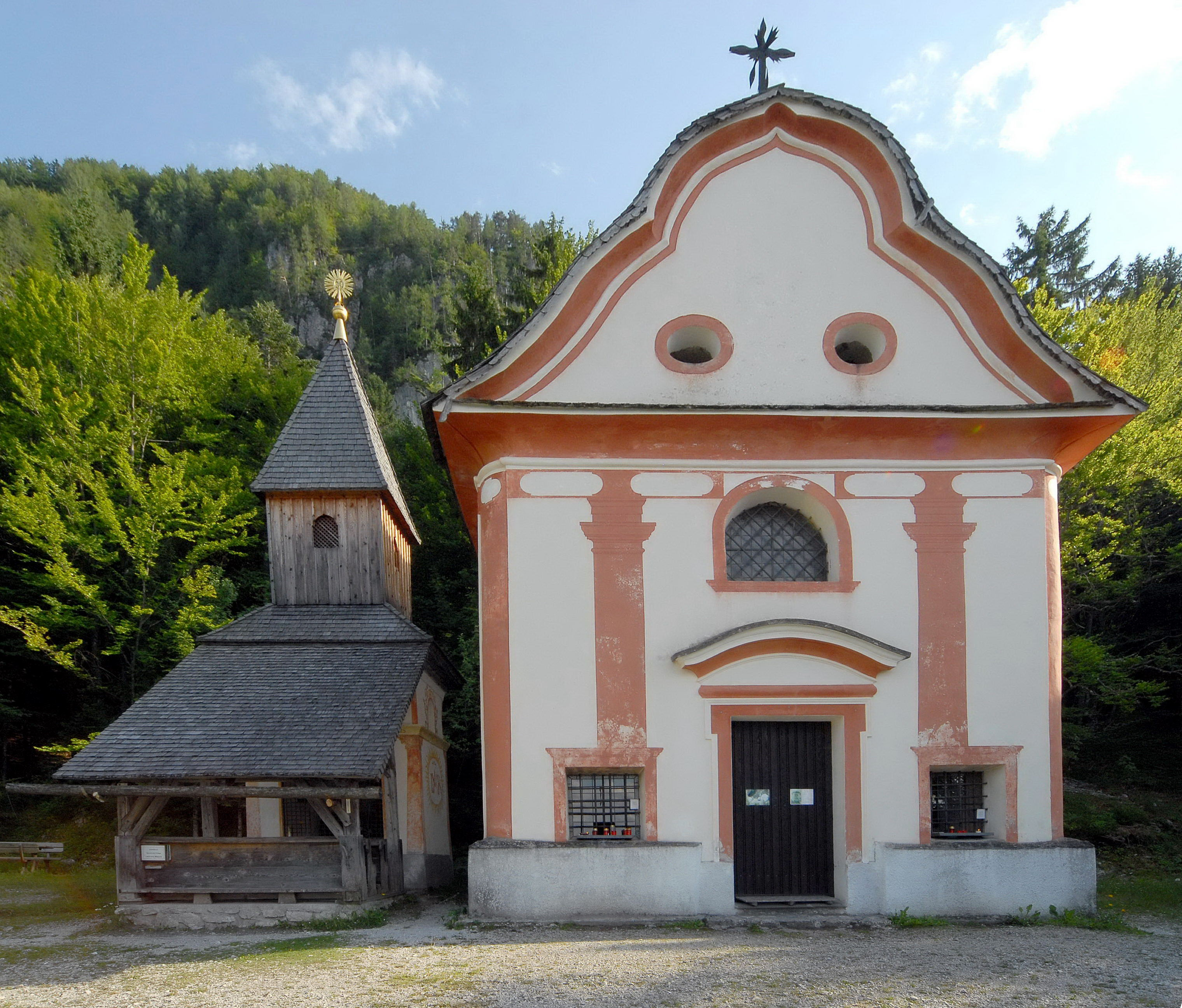
Kapellen am Kapellenberg

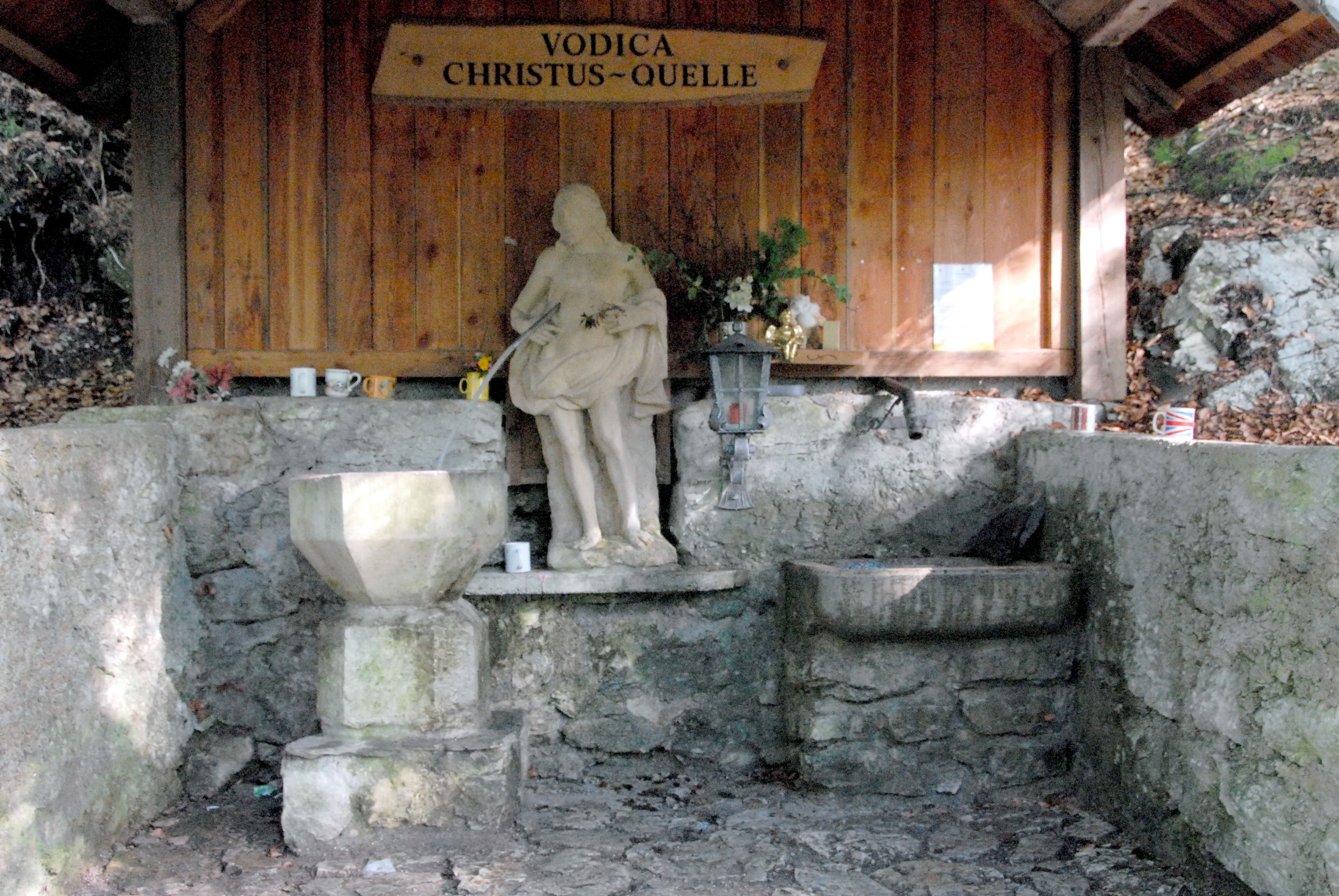
Heilbründl „Vodice – Christus Quelle“ am Kapellenberg

Sankt Jakob im Rosental, amtlich St. Jakob im Rosental (slowenisch: Šentjakob v Rožu), ist eine Marktgemeinde mit 4342 Einwohnern (Stand 1. Jänner 2024) im Bezirk Villach-Land in Österreich, im Bundesland Kärnten.

## Geographie
Das Gemeindegebiet von St. Jakob wird im Süden von den Karawanken begrenzt, die die Grenze zu Slowenien bilden, im Norden durch die Drau. Es liegt im westlichen Teil des Rosentals.

### Gemeindegliederung
St. Jakob gliedert sich in sechs Katastralgemeinden: Schlatten, Frießnitz, Maria Elend, Mühlbach, St. Peter und St. Jakob. Die Gemeinde umfasst folgende 22 Ortschaften (Einwohnerzahlen Stand 1. Jänner 2024):
- Dragositschach (Dragožiče) (72)
- Dreilach (Dravlje) (50)
- Feistritz (Bistrica) (304)
- Fresnach (Brežnje) (20)
- Frießnitz (Breznica) (170)
- Gorintschach (Gorinčiče) (116)
- Greuth (Rute) (84)
- Kanin (Hodnina) (67)
- Längdorf (Velika vas) (193)
- Lessach (Leše) (77)
- Maria Elend (Podgorje) (509)
- Mühlbach (Reka) (219)
- Rosenbach (Podrožca) (315)
- St. Jakob im Rosental (Šentjakob) (691)
- St. Oswald (Šentožbolt) (144)
- St. Peter (Šentpeter) (131)
- Schlatten (Svatne) (383)
- Srajach (Sreje) (179)
- Tallach (Tale) (327)
- Tösching (Tešinja) (75)
- Tschemernitzen (18)
- Winkl (Kot) (198)

### Nachbargemeinden
| Rosegg                    | Velden am Wörthersee                        | Ludmannsdorf          |
| Finkenstein am Faaker See | Kompassrose, die auf Nachbargemeinden zeigt | Feistritz im Rosental |
| Kranjska Gora (SLO)       | Jesenice (SLO)                              |                       |

## Geschichte
Das heutige Gemeindegebiet von St. Jakob dürfte bereits in der Jungsteinzeit besiedelt worden sein, diese Annahme ist jedoch nicht durch archäologische Funde gesichert. Das Gräberfeld von Frög in der Nachbargemeinde Rosegg weist jedoch zumindest auf eine Besiedlung während der hallstattzeitlichen Bronzezeit hin. Aus spätrömischer Zeit ist in der Kirche im Ortsteil Schlatten ein Kultstein des unter römischen Soldaten populären persischen Lichtgottes Mithras erhalten.
Im 6. Jahrhundert besiedelten Slawen das Gebiet des heutigen Rosentals; viele der slowenischen Flur- und Ortsnamen dürften ihren Ursprung in jener Zeit haben. Die Kolonialisierung und Christianisierung durch die Baiern erfolgte ab dem 9. Jahrhundert. Im 11. Jahrhundert wurde die Pfarrkirche St. Jakob von Graf Ozzi I. (einem aus Bayern stammenden Adeligen, der um 1024 auch das Stift Ossiach gründete) als Eigenkirche errichtet. Durch die Türkenkriege wurde das Gebiet des heutigen St. Jakob zwischen 1472 und 1483 mehrfach stark in Mitleidenschaft gezogen.
Während der Auseinandersetzungen zwischen Österreich und dem napoleonischen Frankreich gehörte St. Jakob von 1809 bis 1813 zu den Illyrischen Provinzen. Die französisch-österreichische Grenze verlief entlang des Kleinen Suchagrabens. Im Jahr 1888 wurde St. Jakob aus der 1849 entstandenen Großgemeinde Rosegg ausgegliedert und als eigene Gemeinde etabliert. Der Bau der Karawankenbahn mit dem Karawankentunnel zwischen 1901 und 1906 führte zu einem wirtschaftlichen Aufschwung.
Nach dem Ende des Ersten Weltkriegs und der Auflösung Österreich-Ungarns kam es im Zuge des Kärntner Abwehrkampfs zu Auseinandersetzungen um den strategisch wichtigen Karawankentunnel. Die Orte Rosenbach, St. Jakob und Rosegg wurden von Truppen des SHS-Staats besetzt. Nach heftigen Kämpfen kam der Karawankentunnel im Mai 1919 wieder unter die Kontrolle Kärntner Truppen. Die Volksabstimmung am 10. Oktober 1920 brachte in St. Jakob eine Mehrheit für den Anschluss an das Königreich Jugoslawien (54 %). Da aber in der gesamten Abstimmungszone A sich 59 % der Stimmberechtigten für einen Verbleib bei Österreich aussprachen, blieb das Gemeindegebiet bei Kärnten.
Während des Zweiten Weltkriegs wurden zahlreiche slowenischsprachige Gemeindebürger zwangsausgesiedelt und in Konzentrationslager deportiert. Die kriegsstrategisch wichtigen Bahnhöfe Maria Elend und Rosenbach wurden durch alliierte Fliegerangriffe mehrfach bombardiert.
St. Jakob wurde 1981 zur Marktgemeinde erhoben.
Das Wappen zeigt (rechts oben) eine Jakobsmuschel und (rechts unten) eine Rose, es spricht also.

### Bevölkerung
Nach der Volkszählung 2001 hat die Marktgemeinde St. Jakob im Rosental 4465 Einwohner, davon sind 94,2 % österreichische, 1,2 % bosnische und 1,2 % deutsche Staatsbürger.
16,4 % der Bevölkerung gehören der slowenischsprachigen Volksgruppe an. Der slowenischsprachige Bevölkerungsanteil reduzierte sich im Lauf des 20. Jahrhunderts erheblich – bei der Volkszählung 1910 gaben noch 90 % der St. Jakober Slowenisch als Umgangssprache an.
Zur römisch-katholischen Kirche bekennen sich 89,8 % der Gemeindebevölkerung, zur evangelischen Kirche 2,3 %, zum Islam 1,6 %. Ohne religiöses Bekenntnis sind 4,7 %.
| Sankt Jakob im Rosental: Einwohnerzahlen von 1869 bis 2024 | Sankt Jakob im Rosental: Einwohnerzahlen von 1869 bis 2024 | Sankt Jakob im Rosental: Einwohnerzahlen von 1869 bis 2024 | Sankt Jakob im Rosental: Einwohnerzahlen von 1869 bis 2024 | Sankt Jakob im Rosental: Einwohnerzahlen von 1869 bis 2024 |
| ---------------------------------------------------------- | ---------------------------------------------------------- | ---------------------------------------------------------- | ---------------------------------------------------------- | ---------------------------------------------------------- |
| Jahr                                                       |                                                            |                                                            |                                                            | Einwohner                                                  |
| 1869                                                       | 1869                                                       |                                                            | 2.796                                                      | 2.796                                                      |
| 1880                                                       | 1880                                                       |                                                            | 2.880                                                      | 2.880                                                      |
| 1890                                                       | 1890                                                       |                                                            | 3.040                                                      | 3.040                                                      |
| 1900                                                       | 1900                                                       |                                                            | 2.931                                                      | 2.931                                                      |
| 1910                                                       | 1910                                                       |                                                            | 3.554                                                      | 3.554                                                      |
| 1923                                                       | 1923                                                       |                                                            | 3.572                                                      | 3.572                                                      |
| 1934                                                       | 1934                                                       |                                                            | 4.005                                                      | 4.005                                                      |
| 1939                                                       | 1939                                                       |                                                            | 3.783                                                      | 3.783                                                      |
| 1951                                                       | 1951                                                       |                                                            | 4.159                                                      | 4.159                                                      |
| 1961                                                       | 1961                                                       |                                                            | 4.173                                                      | 4.173                                                      |
| 1971                                                       | 1971                                                       |                                                            | 4.368                                                      | 4.368                                                      |
| 1981                                                       | 1981                                                       |                                                            | 4.287                                                      | 4.287                                                      |
| 1991                                                       | 1991                                                       |                                                            | 4.407                                                      | 4.407                                                      |
| 2001                                                       | 2001                                                       |                                                            | 4.467                                                      | 4.467                                                      |
| 2011                                                       | 2011                                                       |                                                            | 4.318                                                      | 4.318                                                      |
| 2021                                                       | 2021                                                       |                                                            | 4.273                                                      | 4.273                                                      |
| 2024                                                       | 2024                                                       |                                                            | 4.342                                                      | 4.342                                                      |
| Quelle(n): Statistik Austria, Gebietsstand 1.1.2021        |                                                            |                                                            |                                                            |                                                            |

## Kultur und Sehenswürdigkeiten

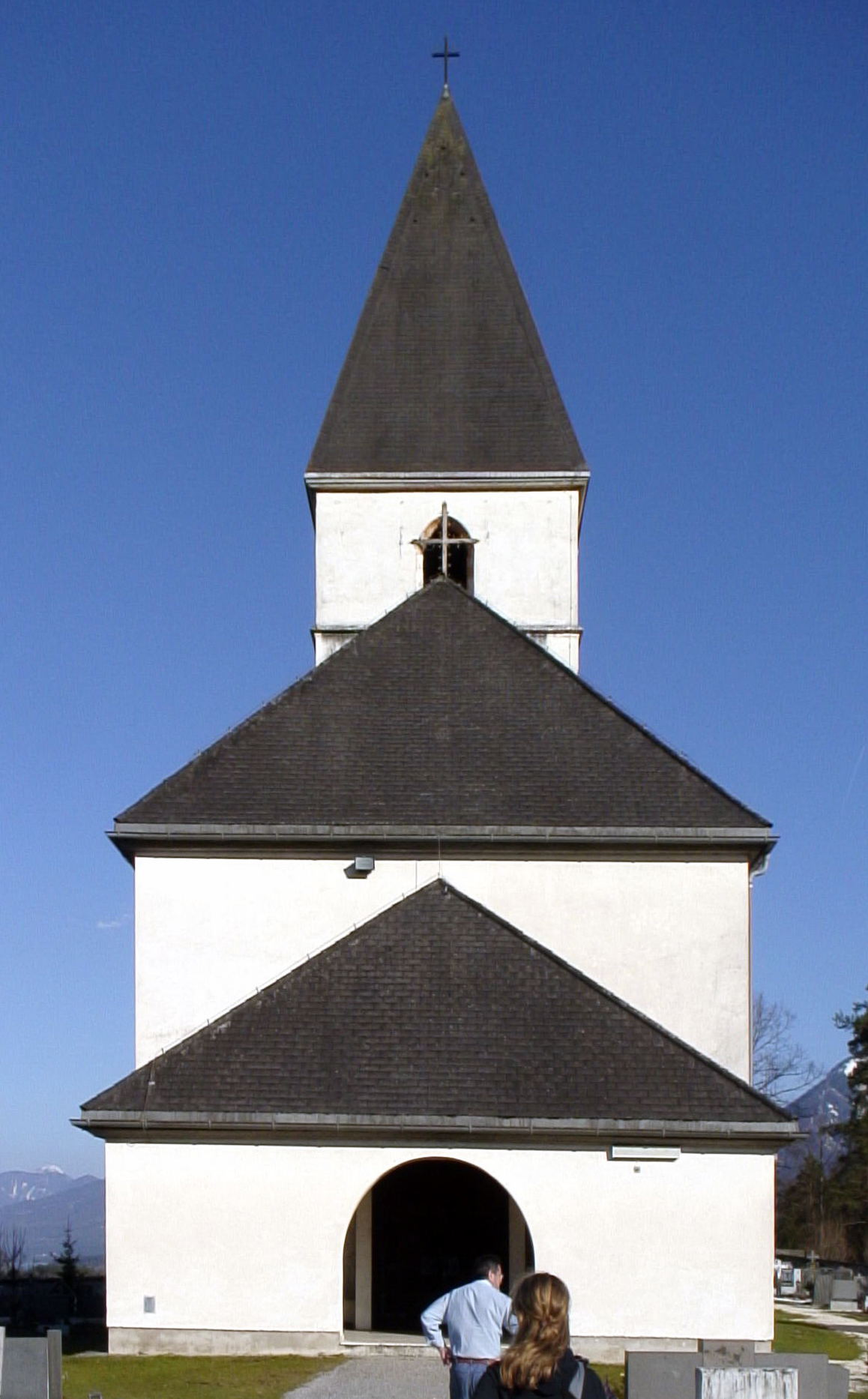
Pfarrkirche St. Jakob im Rosental

- Katholische Pfarrkirche St. Jakob im Rosental hl. Jakobus der Ältere
- Die Wallfahrtskirche Maria Elend ist eine gotische Hallenkirche mit erheblichen barocken Modifizierungen und einem massiven romanischen Kirchturm. Sie wurde von den Ossiacher Benediktinern nach 1267 erbaut. Nach ihrer Zerstörung während zweier Türkeneinfälle in den Jahren 1478 und 1483 wurde ein Neubau errichtet und im Jahr 1486 eingeweiht. Ihre heutige Form erhielt die Kirche in den Jahren 1682 bis 1690.
- Der sogenannte Kapellenberg befindet sich am Hang südlich von Maria Elend. Dort stehen auf halber Höhe zwei Kapellen nebeneinander:
  - Die kleinere ist älter und wurde am 24. Oktober 1731 vom Ossiacher Abt Virgil eingeweiht. Sie hat einen hölzernen Turm. Die lateinische Inschrift „Maria in Exilio“ sagt, dass sie Maria im Elend, im Exil, gewidmet ist.
  - Die größere Kapelle, 1751 geweiht, ließ eine wohlhabende Frau aus Graz erbauen: Sie legte das Gelübde ab, im Falle ihrer Genesung der Gottesmutter Maria eine größere Kapelle über die bereits bestehende zu bauen. Anstatt aber die alte Kapelle zu ersetzen, stellte der Baumeister die große einfach neben die erste, was zur heutigen Anordnung der beiden Kapellen führte.
  - Nicht weit von den beiden Kapellen entfernt befindet sich ostwärts eine Quelle mit einem hölzernen Überbau aus dem Jahr 1767. Das Wasser fließt aus der Seite einer Steinstatue Jesu und ist nach altem Volksglauben heilkräftig. Viele Wallfahrer kommen zu dieser Quelle, Vodica (Wässerchen) genannt, benetzen dreimal ihre Augen, wobei sie beten.	Auch der Südalpenweg, der Kärntner Grenzweg und der Julius Kugy Alpine Trail, Etappe 1 (ÖAV/Landesverband Kärnten) führen hier vorbei.[2][3]
- Filialkirche St. Ursula in Schlatten mit Mithras-Kultstein[4]

## Wirtschaft und Infrastruktur
Von den 219 landwirtschaftlichen Betrieben des Jahres 2010 wurden 191 im Nebenerwerb geführt. Im Produktionssektor waren dreizehn Baufirmen tätig. Diese beschäftigten 58 der 79 Dienstnehmer. Die größten Arbeitgeber im Dienstleistungssektor waren die sozialen und öffentlichen Dienste und der Handel. Sie beschäftigten jeweils mehr als ein Drittel der Erwerbstätigen (Stand 2011).
| Wirtschaftssektor            | Anzahl Betriebe | Anzahl Betriebe | Anzahl Betriebe | Erwerbstätige | Erwerbstätige | Erwerbstätige |
| Wirtschaftssektor            | 2021            | 2011            | 2001            | 2021          | 2011          | 2001          |
| ---------------------------- | --------------- | --------------- | --------------- | ------------- | ------------- | ------------- |
| Land- und Forstwirtschaft 1) | 79              | 219             | 286             | 87            | 57            | 34            |
| Produktion                   | 20              | 24              | 21              | 43            | 79            | 76            |
| Dienstleistung               | 211             | 186             | 139             | 641           | 639           | 759           |

1) Betriebe mit Fläche in den Jahren 2010 und 1999, Arbeitsstätten im Jahr 2021

### Arbeitsmarkt, Pendeln
Von den über 1800 Erwerbstätigen, die 2011 in St. Jakob lebten, arbeitete rund ein Viertel in der Gemeinde. Drei Viertel pendelten vor allem in Nachbarbezirke aus. Aus der Umgebung kamen knapp 300 Menschen, um in St. Jakob zu arbeiten.
| Im Zeitraum 2010 bis 2019 verbrauchte die Gemeinde durchschnittlich 92.400 Megawattstunden im Jahr. Die größten Verbraucher waren die Bereiche Wohnen und Mobilität. - Kindergarten: In St. Jakob befinden sich drei Kindergärten. - Schulen: Für die Schüler der Gemeinde steht eine Volksschule, eine Neue Mittelschule, eine Höhere Lehranstalt für wirtschaftliche Berufe und eine Musikschule zur Verfügung. - Ärzte und Apotheke: Eine Apotheke, zwei Allgemeinmediziner und ein Zahnarzt sorgen für die Gesundheit der Bevölkerung. - Pflege: Der Kärntner Caritasverband betreibt in Maria Elend ein Pflegeheim zur Betreuung von chronisch psychisch kranken Menschen und ein Tageszentrum für Menschen mit Betreuungsbedarf. | Hier fehlt eine Grafik, die leider im Moment aus technischen Gründen nicht angezeigt werden kann. Wir arbeiten daran! |

## Politik

### Gemeinderat
Der Gemeinderat hat 23 Mitglieder.
- Nach der Gemeinderatswahl 2015 setzte er sich folgendermaßen zusammen: 12 SPÖ, 6 Aktive BürgerInnen St. Jakob im Rosental, 3 Socialna gospodarska skupnost – Soziale Wirtschaftsgemeinschaft, 1 FPÖ und 1 Grüne[15]
- Nach der Gemeinderatswahl 2021 setzt er sich folgendermaßen zusammen: 13 SPÖ, 5 Aktive BürgerInnen St. Jakob im Rosental, 3  Socialna gospodarska skupnost – Soziale Wirtschaftsgemeinschaft, 1 ÖVP und 1 FPÖ.[16]

### Bürgermeister
- bis 2021 Heinrich Kattnig (SPÖ)[17]
- seit 2021 Guntram Perdacher (SPÖ)[18]

### Wappen
Das Wappen von Sankt Jakob im Rosental zeigt „im schräglinks geteilten Schild oben in Rot eine Jakobspilgermuschel, unten in Silber eine rote Rose“ und bringt damit den Gemeindenamen „redend“ zum Ausdruck: Die Muschel ist das Attribut und das Symbol des Pfarrpatrons Jakobus der Ältere, die rote, fünfblättrige Rose symbolisiert das Rosental, dem die Gemeinde angehört und das sie im Namen führt – allerdings leitet sich dessen Name nicht von der Rose ab, sondern von drei Burgen der Herren von Ras: von der im Hochmittelalter errichteten Rasburg auf der Gratschenitzen (auch: Gratschützen) westlich von Rosenbach, einer zweiten Burg in Schlatten (Burg Ras) und der dritten im heutigen Rosegg (Burgruine Rosegg).
Wappen und Fahne wurden der Gemeinde am 16. Mai 1980 verliehen, die Fahne ist Rot-Weiß mit eingearbeitetem Wappen.

## Persönlichkeiten
- Miklova Zala (Rosalie Mikel), aus dem Mikelhof in Schlatten, wurde 1478 von den Türken verschleppt. Ihre Geschichte wurde vom Lehrer und Sagensammler Jakob Sket (1852–1912) zu einem Epos verarbeitet, welches wiederum als Grundlage von Schauspielstücken (z. B. von Jaka Špicar) diente. Im benachbarten St. Egyden wurde ihr in der neuen Kirche ein Glasfenster gewidmet.[20]
- Anton Janežič (1828–1869), Schriftsteller und Lehrer
- Josepha Kraigher Porges, geb. Lederer (1857–1937), Schriftstellerin, wurde im heutigen Ortsteil Maria Elend geboren und dort auch, nachdem sie aus ihrem stadtbürgerlichen Elternhaus fortgelaufen war, von den „Schmiedeeltern“ großgezogen; ihre Autobiographie gibt einen intimen Einblick in das damalige Dorfleben aus Kindersicht.
- Josef Strauß (1925–2013), in Maria Elend im Rosental geborener Pädagoge und Bezirksschulinspektor
- Gustav Januš (* 1939), Schriftsteller, Maler und Lehrer